# Kurdt Vanderhoof
Kurdt Vanderhoof est un guitariste de thrash metal américain né le 28 juin 1961.

## Biographie
Il est le leader et le créateur du groupe Metal Church, qu'il quitte en 1988, après 2 albums . Aucun membre historique du groupe (1988 à 1994) n'y est présent au-delà de 2006.
Il est remplacé au sein de Metal Church par John Marshall, tout en continuant dans l'ombre à composer pour le groupe. C'est donc avec une certaine surprise que les fans de Metal Church ont vu réapparaître Kurdt Vanderhoof avec un nouveau groupe, Hall Aflame, en 1991.
Hall Aflame n'a toutefois aucun rapport avec Metal Church d'un point de vue musical, le nouveau groupe pratique un hard-rock cru, avec quelques inclinaisons vers le rock sudiste. Kurdt Vanderhoof y est accompagné de Ron Lowd (chant), Brian Smith (basse) et Tom Weber (batterie).
En 1997 il monte un nouveau groupe, Vanderhoof, avec qui il produit deux albums.
En 1998, il fait partie de la reformation de Metal Church. À la suite de la mort du chanteur David Wayne et du départ des membres originaux, Metal Church se sépare en 2009.
Depuis 2004, Kurdt Vanderhoof a renommé son groupe Vanderhoof en Presto Ballet.
Fin 2012, Kurdt Vanderhoof a reformé Metal Church.

## Discographie

### Metal Church
- Metal Church (1984)
- The Dark (1986)
- Masterpeace (1999)
- The Weight of the World (2004)
- A Light in the Dark (2006)
- This Present Wasteland (2008)

Guitare additionnel et composition 
- Blessing in Disguise (1989)
- The Human Factor (1991)
- Hanging in the Balance (1993)

### Hall Aflame
- Guaranteed forever (1991)

### Vanderhoof
- Vanderhoof (1997)
- A Blur in Time (2002)

### Presto Ballet
- Peace Among the Ruins (2005)
- The Lost Art of Time Travel (2008)
- Invisible Places (2011)
- Relic of the Modern World (2012)